# Потоки (Кам'янський район)
По́токи — село в Україні, у Божедарівській селищній громаді Кам'янського району Дніпропетровської області.
Орган місцевого самоврядування — Божедарівська селищна рада. Населення — 101 мешканець.

## Географія
Село Потоки знаходиться на лівому березі річки Рекалова, вище за течією на відстані 0,5 км розташоване село Скелюватка, нижче за течією примикає село Надія. По селу протікає пересихаючий струмок з загатою. Через село проходить автомобільна дорога Т 0433.

## Населення

### Мова
Розподіл населення за рідною мовою за даними перепису 2001 року:
| Мова            | Кількість | Відсоток |
| --------------- | --------- | -------- |
| українська      | 215       | 89.58%   |
| російська       | 20        | 8.33%    |
| білоруська      | 4         | 1.67%    |
| інші/не вказали | 1         | 0.42%    |
| Усього          | 240       | 100%     |